# Geoff Williamson
Geoffrey "Geoff" Williamson, född 10 juli 1923 i Sydney, död 17 september 2009 i Ryde, var en australisk roddare.
Williamson blev olympisk bronsmedaljör i åtta med styrman vid sommarspelen 1952 i Helsingfors.